# 勢道政治
勢道政治，又稱世道政治，是朝鮮王朝末期的一種政治形態，指的是受到國王信任的人物或集團獨自掌控政權的狀態。
朝鮮王朝長期處於朋黨鬥爭中。1776年，朝鮮正祖繼位之後，讓擁立自己有功的外戚洪國榮掌權，成為勢道政治的開端。洪國榮在1780年因為暗殺孝懿王后未遂而失勢，朋黨勢力一度擡頭，但後來正祖利用辛亥邪獄對朋黨勢力進行打擊。純祖繼位後，垂簾聽政的貞純王后利用辛酉邪獄再度進行打擊，朋黨勢力急劇衰落。1805年貞純王后去世後，提拔娘家新安東金氏掌權。
勢道政治在此後的六十餘年中成為常態，國政被國王的外戚和寵臣壟斷，導致朝鮮王朝的衰退。

## 勢道的家族
- 豐山洪氏（獻敬王后的娘家）
- 新安東金氏（純元王后的娘家）
- 豐壤趙氏（神貞王后的娘家）
- 驪興閔氏（明成皇后的娘家）
- 興宣大院君家族（高宗生父的家族）